# Zünsler
Die Zünsler (Pyralidae) sind eine Familie der Schmetterlinge innerhalb der Zünslerfalter (Pyraloidea). Sie kommen weltweit mit etwa 6200 Arten vor. Die meisten Arten haben ihre Verbreitung in tropischen Regionen, während in Mitteleuropa nur etwa 145 Arten heimisch sind.

## Merkmale
Die Familie umfasst sowohl verhältnismäßig große Falter als auch recht kleine Formen. Sie haben einen schlanken Körper, lange Beine und einen gut entwickelten Rüssel. Die Vorderflügel sind länglich dreieckig, die Hinterflügel mit Haftborsten versehen. Sie sind durch eine spezielle Form des Tympanalorgans gekennzeichnet. Dazu kommen noch besondere Merkmale in der Äderung der Vorderflügel. Dadurch unterscheiden sich die Pyralidae von der zweiten Familie der Pyraloidea, den Crambidae, zu denen u. a. der (als Forst- und Gartenschädling bekannt gewordene) Buchsbaumzünsler zählt.

## Lebensweise
Die Vertreter der Familie haben sich an viele Lebensräume angepasst. Darunter sind zahlreiche Arten, die Pflanzen anbohren oder Samen fressen (Vorratsschädlinge), aber auch Spezialisten, deren Raupen in Bienen- oder Ameisennestern leben. Wiederum andere leben in Tierkot oder von Pflanzenresten.

## Etymologie
Die Bezeichnung Zünsler ist abgeleitet von dem heute ungebräuchlichen Zeitwort zünzeln/zünseln, was so viel bedeutete wie „flimmern“ oder „flackern“ und sich auf Schmetterlinge bezog, die abends oder nachts in offene Lichtquellen fliegen.

## Systematik
Derzeit wird die Familie der Zünsler (Pyralidae) in fünf Unterfamilien unterteilt. Drei Unterfamilien sind auch in Mitteleuropa vertreten.
- Chrysauginae (keine Vertreter in Mitteleuropa)
- Epipaschiinae (keine Vertreter in Mitteleuropa)
- Wachsmotten (Galleriinae)
- Phycitinae
- Pyralinae